# Youssef Bakali
Youssef Bakali is een personage uit de Vlaamse soap Thuis. Youssef werd van 2007 tot 2008 gespeeld door Ali Wauters.

## Fictieve biografie
Wanneer Dorien en Aisha een derde huurder zoeken voor de studentenkamers die Sam verhuurt, happen zij met veel plezier toe wanneer deze Marokkaanse student geneeskunde zich komt aanbieden. Youssef neemt de kamer. In tegenstelling tot wat de meisjes dachten, is hij een ernstige jongeman die zijn studies au sérieux neemt en niet echt een feestbeest is. Toch klikt het goed. 
Wanneer Eric en Martine weer in de loft komen wonen, moeten de studenten verhuizen. Youssef gaat een tijdje bij Marianne logeren, daar hij z'n stage doet in de praktijk bij Geert Smeekens. Ondertussen begint hij een relatie met Femke.
Mo vindt Youssef een toffe kerel en zou heel graag hebben dat hij een relatie begint met zijn dochter Aisha. Aisha is wel stiekem verliefd op hem, maar durft het eerst niet toegeven. Later, wanneer Youssef en Femke uit elkaar gaan, waagt ze haar kans. Het komt niet meteen, maar later beginnen ze toch een relatie.
Youssef krijgt de kans om zijn tweede stagejaar in Marokko te volgen. Hij verhuist samen met Aisha daarheen. Anno 2011 zijn ze nog altijd samen (Mo belt nog regelmatig met zijn dochter) en verwachten ze zelfs een kind. In 2011 zijn Mo, Bianca en Robin bij hen ingetrokken.